# Jacques Touchet
Pour les articles homonymes, voir Touchet.
Jacques Touchet est un illustrateur français, né le 18 septembre 1887 à Paris et mort dans cette même ville le 20 novembre 1949.
Elève de Paul Renouard et de Louis Morin, il a travaillé pour l’hebdomadaire l’Illustration, et réalisé de nombreux dessins publicitaires. Il a également illustré de nombreux ouvrages en français, jusqu'à son décès.
Mobilisé au début de la première guerre mondiale, il fut marqué par sa captivité en Allemagne et son passage dans l'armée d'Orient, dont il réalisa de nombreux dessins.

## Biographie
Jacques Touchet est le fils de Narcisse Touchet, chef de rayon au Bon Marché, et Louise Marguerite Félicie Marlier. Il épousa Suzanne Rossy dont il eut une fille, Jacqueline, dite Line, qui a également illustré des livres.

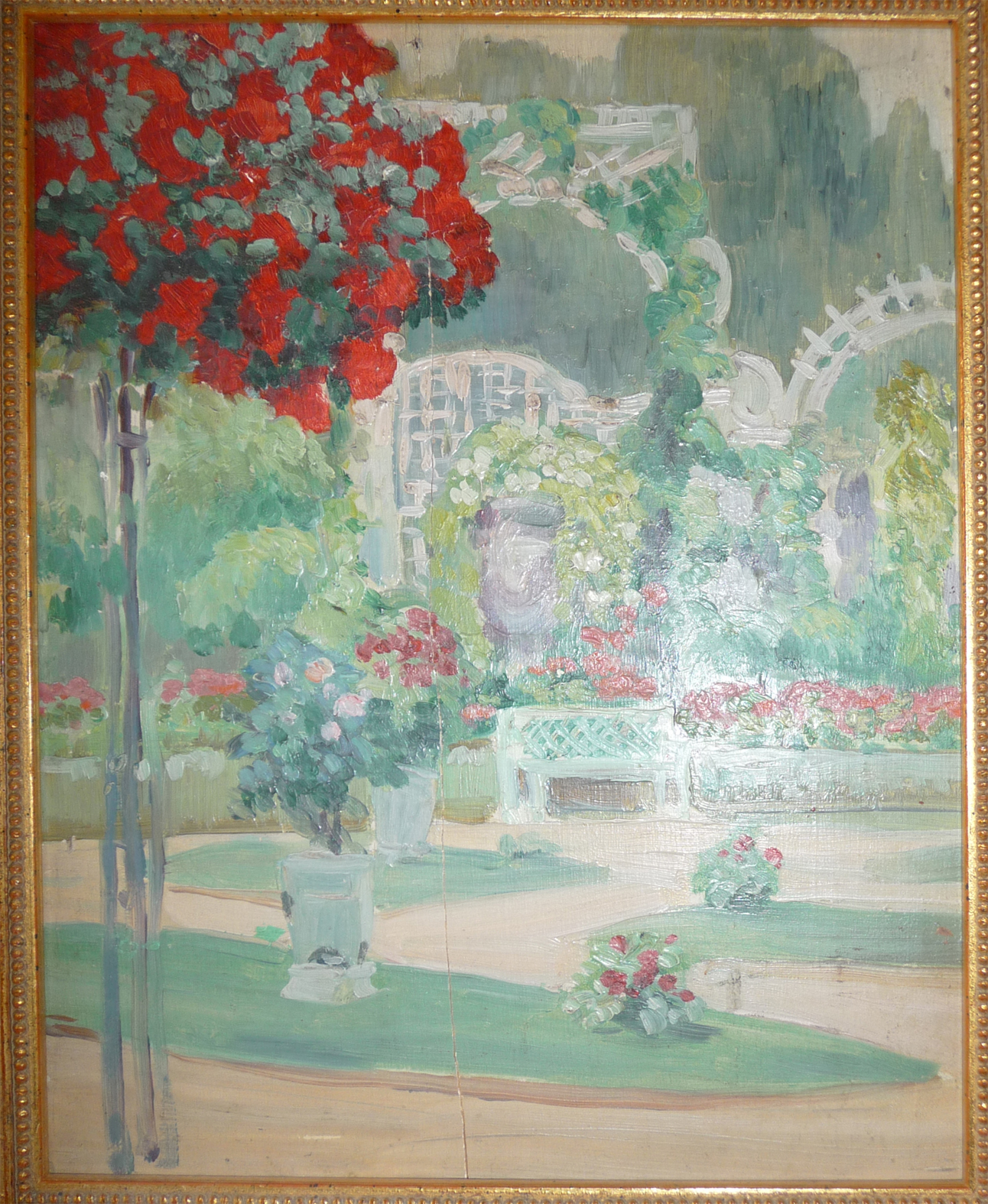
La roseraie de l'Haÿ.

Jacques Touchet était le petit-fils de Désirée Gravereaux et François Touchet.
Jules Gravereaux, célèbre rhodologue français et créateur la première roseraie moderne, la roseraie du Val-de-Marne, était par conséquent son grand-oncle ; ainsi que son parrain. Il l’invita à toutes les réunions de famille ainsi qu’aux fêtes se déroulant à L'Haÿ-les-Roses.
Jeune artiste, il fut séduit par la beauté de la roseraie et la somptuosité de ses couleurs ; il en fit quelques huiles et plusieurs pochades d’aquarelle.
Outre ses illustrations pour des livres, Jacques Touchet a réalisé de nombreuses aquarelles, et des publicités dont la célèbre affiche de l'Orient Express. 

## Un artiste sous les drapeaux

### Mobilisation
Appelé une première fois sous les drapeaux pour effectuer son service militaire, Jacques Touchet sert au 106ème régiment d’infanterie du 7 octobre 1908 au 25 septembre 1910. Libéré de ses obligations militaires, il retourne à la vie civile et retrouve sa carrière d’artiste graveur.
Alors qu'éclate la première guerre mondiale en août 1914, il est mobilisé à l'âge de 26 ans et rejoint son régiment. Il est par la suite versé à la 22ème section d’infirmiers militaires (22ème SIM). Il est capturé par les troupes allemandes le 30 octobre 1914 à l’occasion des combats autour du village de Souilly, situé à 20km au sud-ouest de Verdun.

### Captivité
Prisonnier de guerre, il est alors envoyé en Allemagne au camp de Güstrow, dans la région du Mecklembourg au nord de l’Allemagne, à proximité de la Baltique.

Au début de l’année 1915, Arthur Eugster, inspecteur pour la croix rouge suisse, visite dix-huit camps de prisonniers en Allemagne. Son rapport présente avec précision les conditions d’internement et le nombre de soldats prisonniers dans ces différents camps. Ainsi, près de 9 000 soldats sont emprisonnés à Güstrow (3 737 français ; 2 684 russes ; 604 belges ; 1 530 anglais).

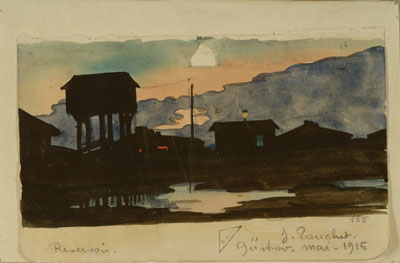
Réservoir, 1915, camp de prisonnier de Güstrow.
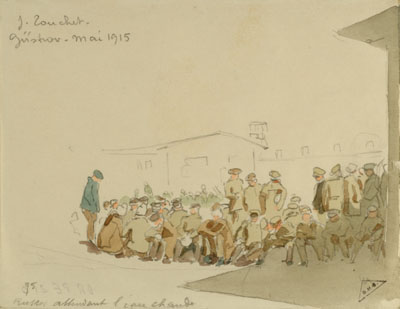
Russes attendant l'eau chaude, 1915, camp de prisonnier de Güstrow.
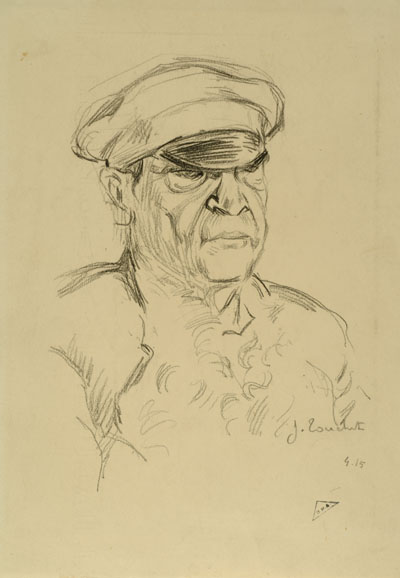
Portrait de soldat sibérien portant une casquette, avril 1915, camp de prisonnier de Güstrow.

Les conditions de vie y sont assez rudes, et les rations de nourriture sont insuffisantes. Environ 5 000 prisonniers sont employés « à l’amélioration du sol et au défrichement des marécages », ou dans une usine fabricant du sucre. On y pratique également la « punition du poteau ». Cette punition, tirée du règlement disciplinaire de l'armée allemande, consiste à attacher le délinquant pendant plusieurs heures debout le long d'un poteau, de façon à ce qu'il ne puisse ni s'asseoir, ni s'allonger.
Il sera le compagnon de captivité du peintre Claudius Denis et de Joseph Hémard, qui fera comme lui une carrière d'illustrateur. Son internement sera à l'origine de Croquis d'un prisonnier de guerre, son second ouvrage illustré.

#### Le fond de la Contemporaine
Bibliothèque et centre d'archives, La Contemporaine possède plus d'une trentaine de dessins de Jacques Touchet, réalisés lors de sa captivité. Ces croquis, souvent rehaussés à l'aquarelle, représentent des scènes de la vie quotidienne (la toilette, la cuisine, l'attente…). Les soldats russes capturés sur le Front de l'Est, et compagnons de captivité de l'artiste, y sont souvent représentés. Ces derniers, en raison de leur singularité, fascinent les captifs français. Ils composent en effet une « communauté aux origines diverses du fait de la colonisation de l’Asie centrale par la Russie ». Ainsi, les prisonniers russes inspireront également d'autres artistes, à l'image d'André Warnod et Jean-Pierre Laurens. Ce dernier, captif en Allemagne au camp de Wittemberg, écrit : 
« Un grand jour a été l’arrivée du bloc [de papier], des pinceaux et des couleurs. Cela a coïncidé avec la venue des Russes dans notre baraque. Ils étaient dans le camp depuis un mois, mais nous n’avions pas pu les voir de près. J’étais dans l’admiration de la grandeur de leur aspect et j’avais un ardent désir de travailler d’après eux. Les événements m’ont facilité la chose. Quand j’ai reçu le bloc, la baraque offrait un aspect dont vous ne pouvez vous faire une idée. Nous avions les Russes et les tirailleurs. Ils étaient beaux aussi ceux-là. Mélange inouï. »

Jean-Pierre Laurens, Cité par Jean Guitton, Jean-Pierre Laurens (1875-1932), Paris, Henri Laurens, 1957, p. 31.

### Passage par l'armée française d'Orient

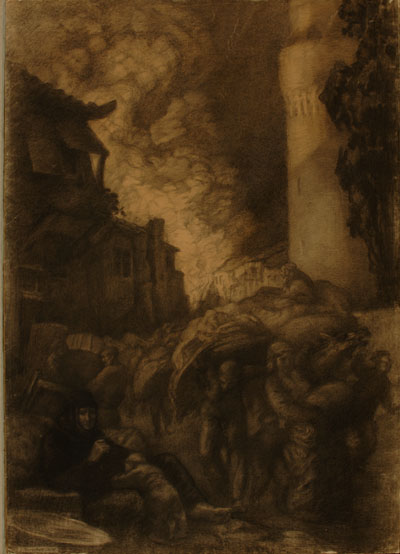
L'incendie de Salonique, août 1917.

Après sa libération de Güstrow en 1916, probablement pour raisons de santé, et une période de convalescence à l'hôpital de Toulon, Jacques Touchet est affecté à l'armée française d'Orient (AFO). Il réalise de nombreux dessins, notamment de la vie quotidienne des habitants à travers sa série Les petits métiers de Salonique.

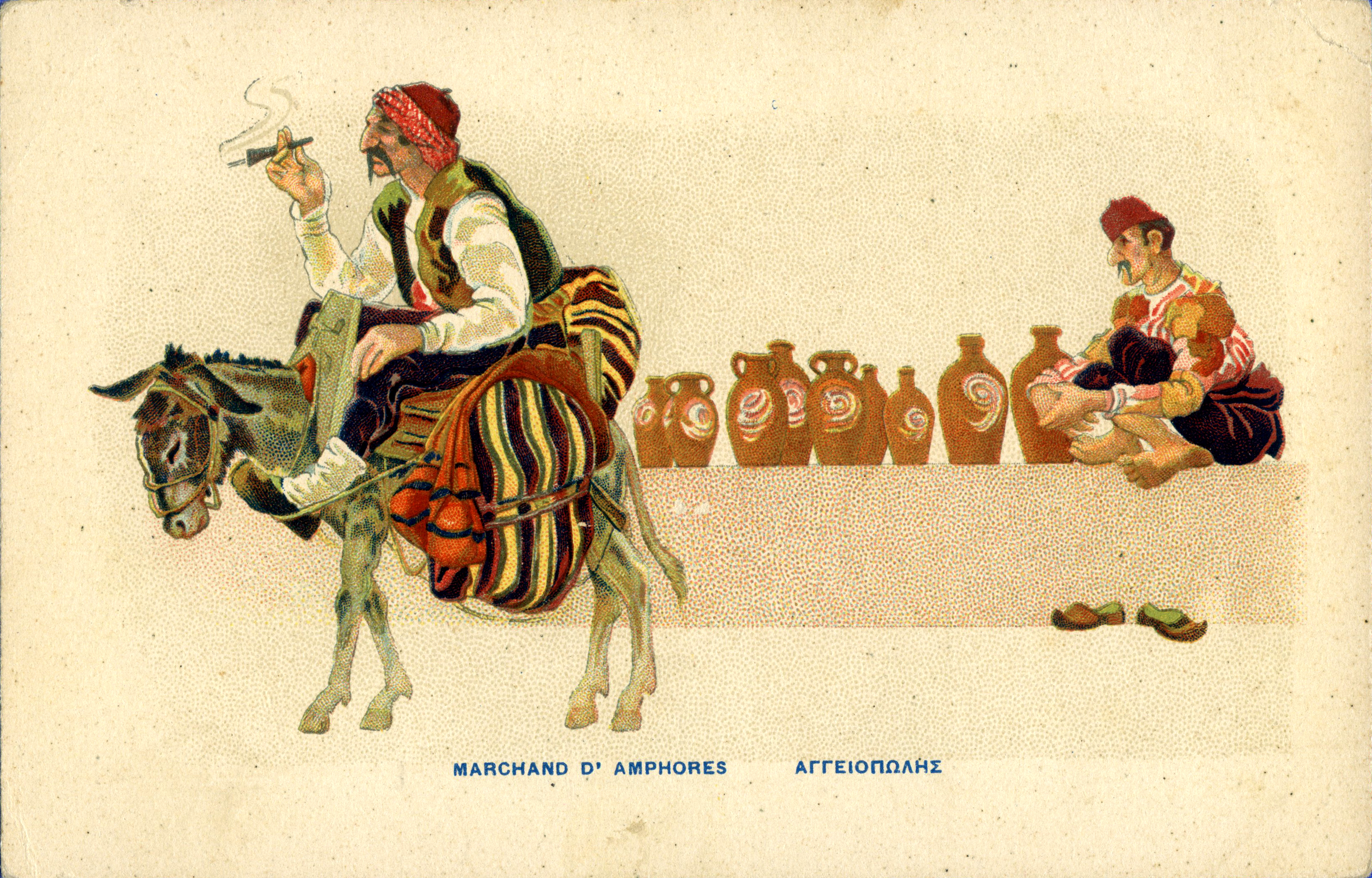
Le marchand d'amphores.

Il assiste également à l'incendie de Salonique en août 1917, provoquant la destruction d'environ 32% de la surface totale de la ville et qu'il immortalise par un dessin.
Il expose en mai 1916 au salon de l'Armée d'Orient à Salonique, avec les artistes Paul Jouve et Bernard Boutet de Monvel. La même année, ses œuvres seront également exposées au Jeu de Paume à l'occasion du Salon des Armées.

## Quelques œuvres

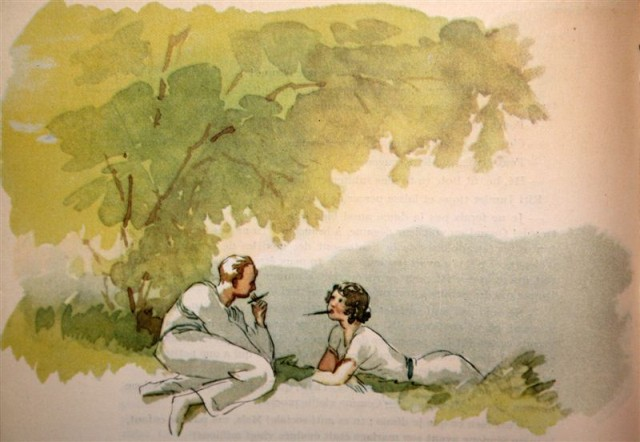
Les héritiers Euffe
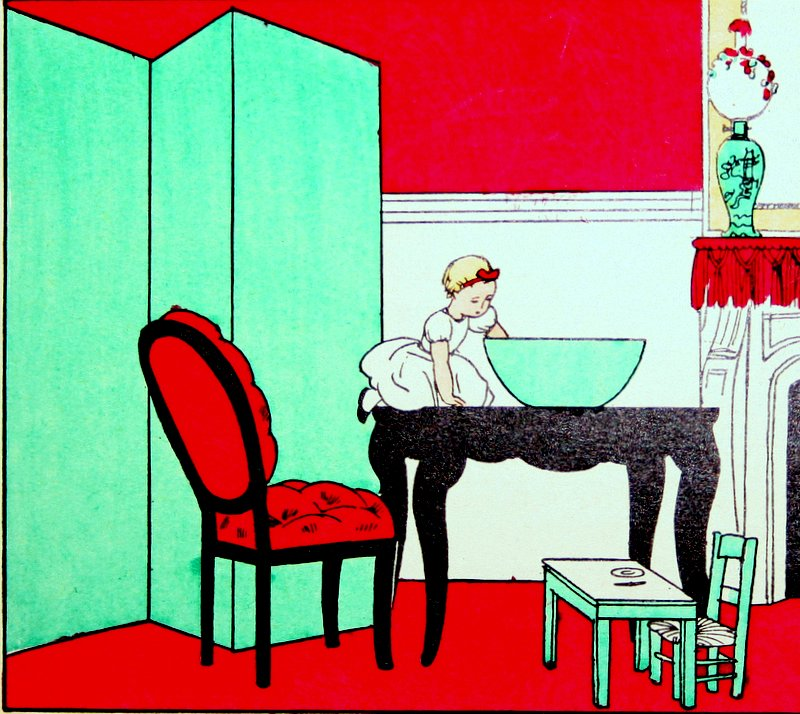
Les malheurs de Sophie.
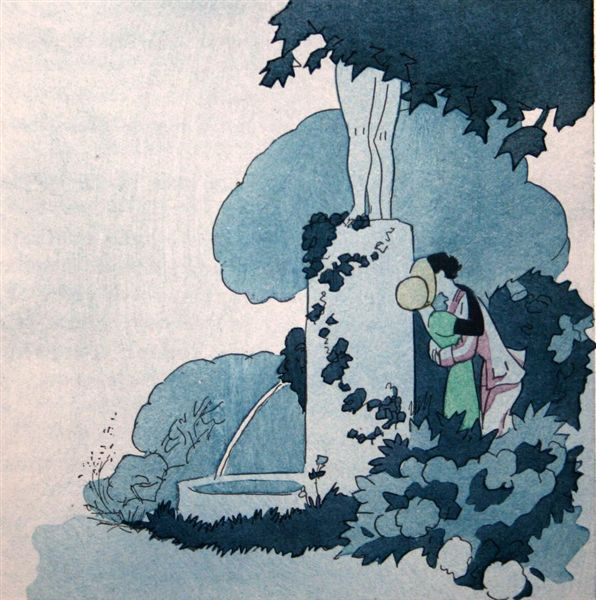
Le roi Pausole.
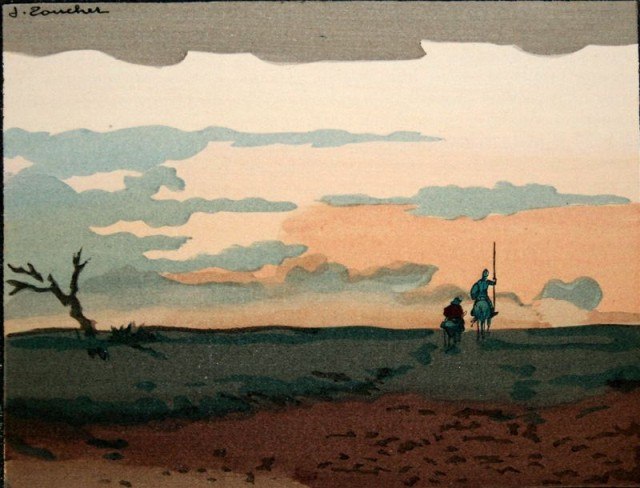
Don Quichotte.
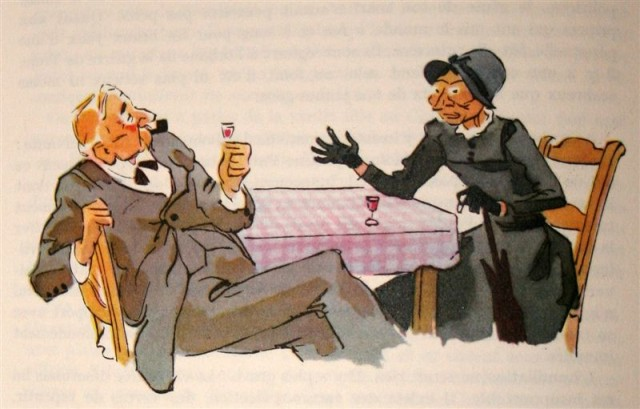
Clochemerle
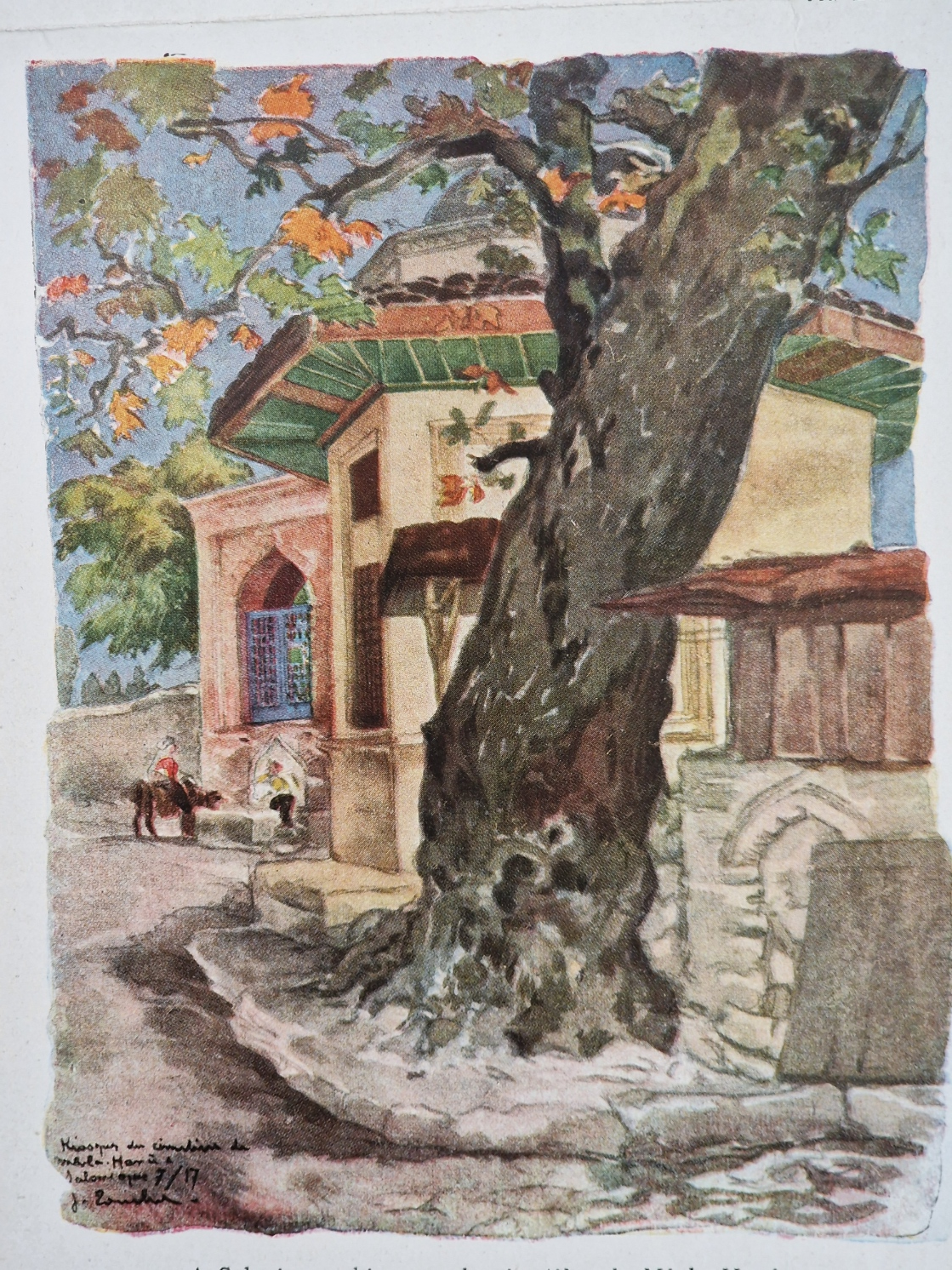
A Salonique: kiosques du cimetierre de Mévla Hané
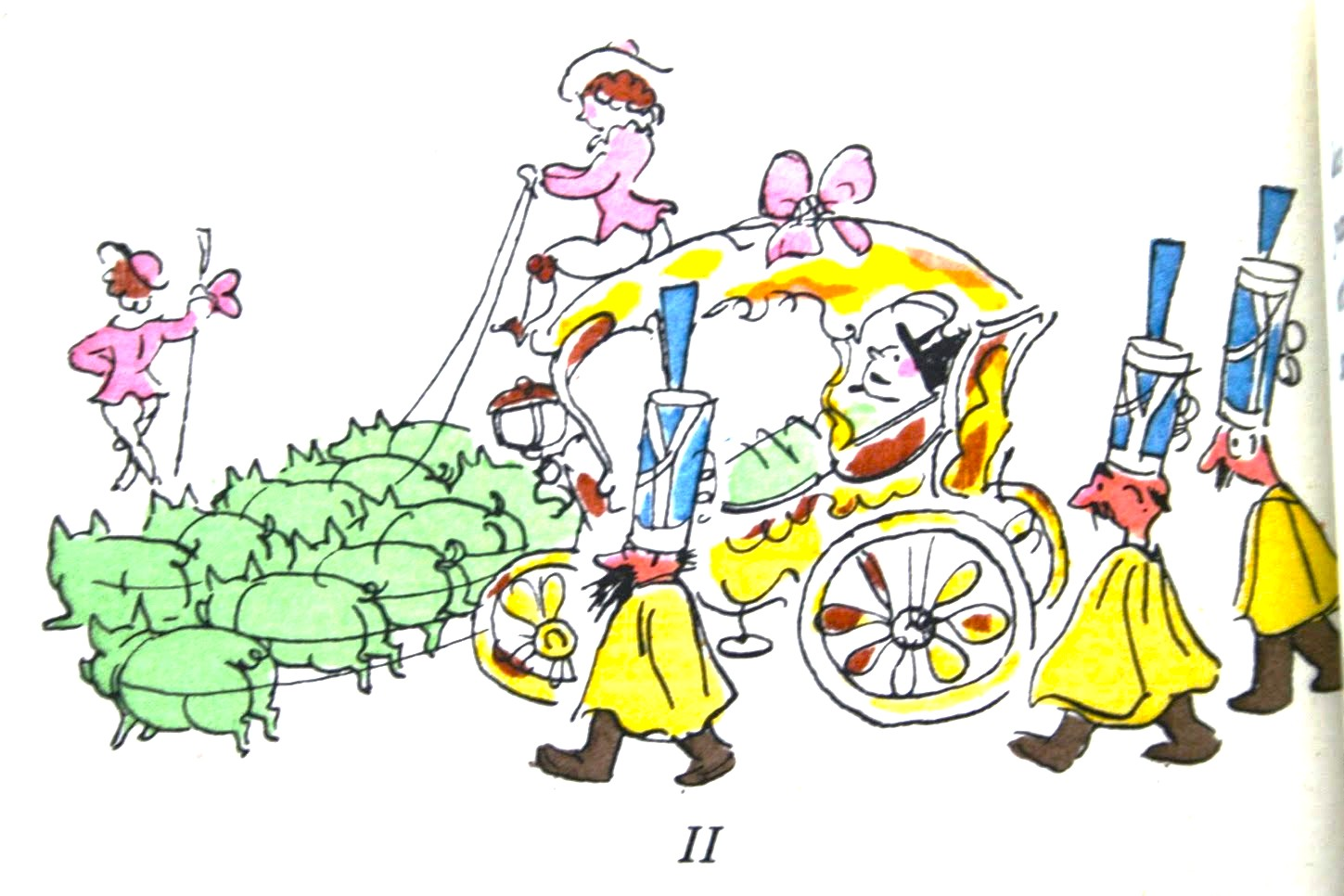
La négresse blonde
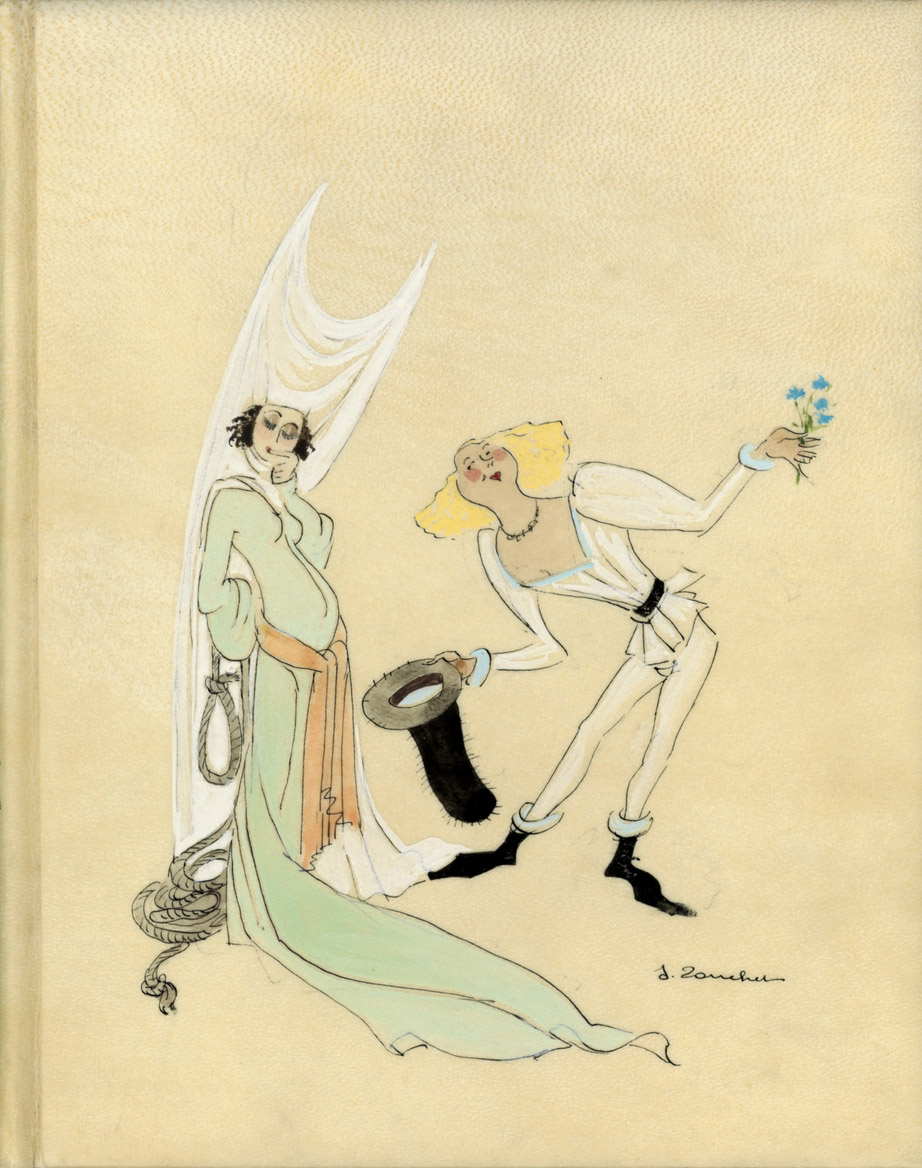
Couverture "Les quinze joies du mariage"
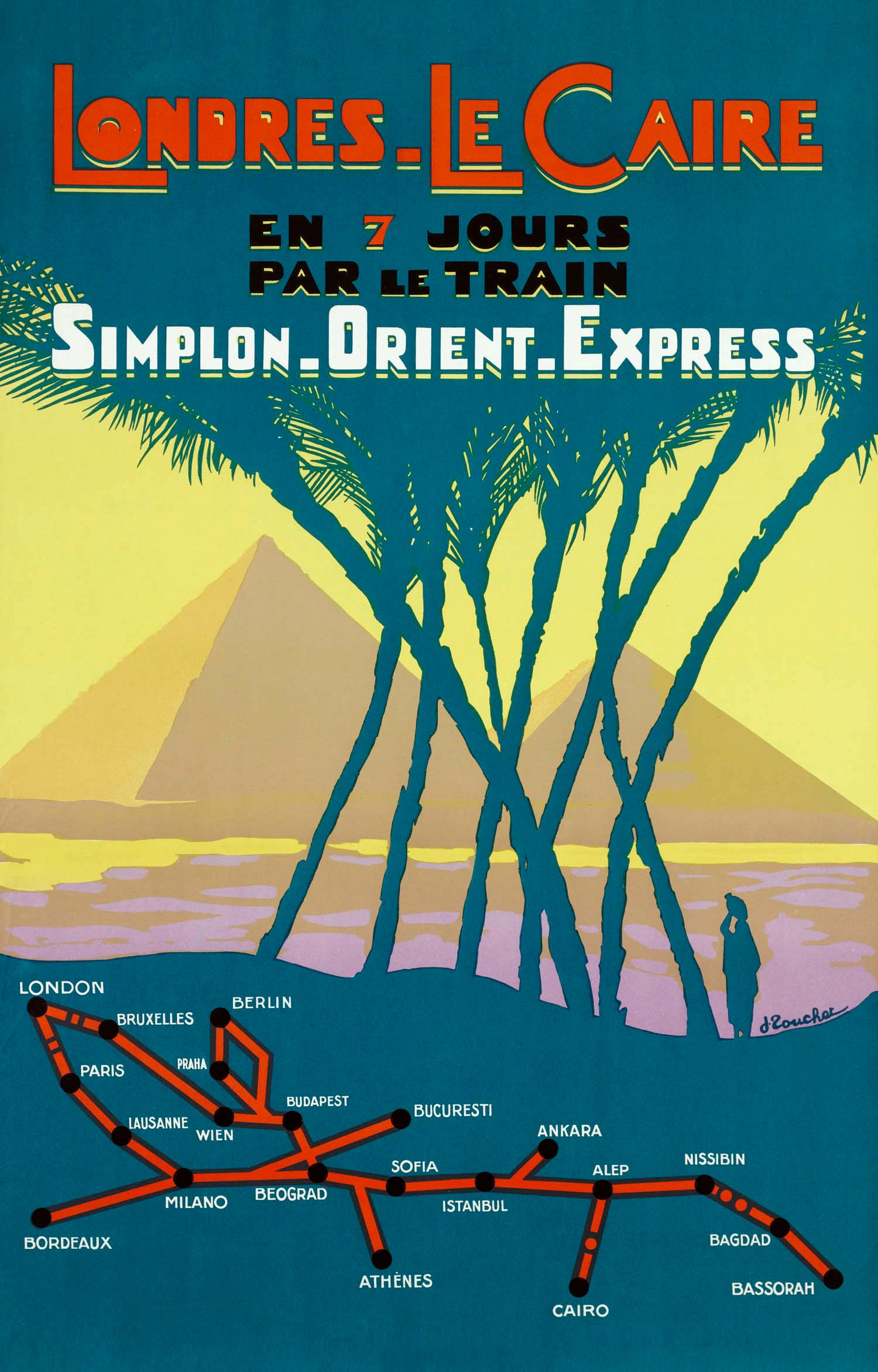
Affiche pour l'Orient Express
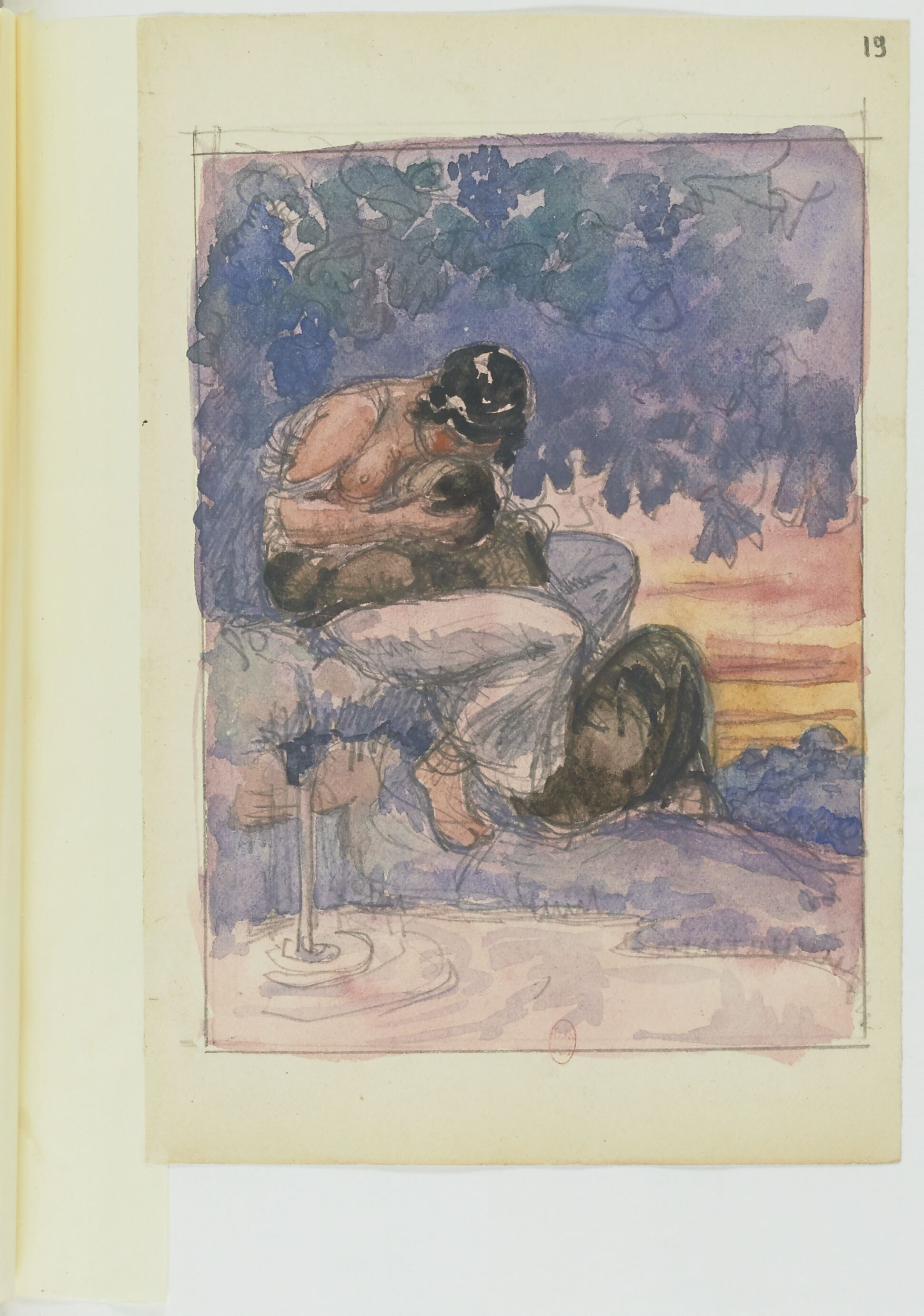
Carnet de croquis et projets de Jacques Touchet,
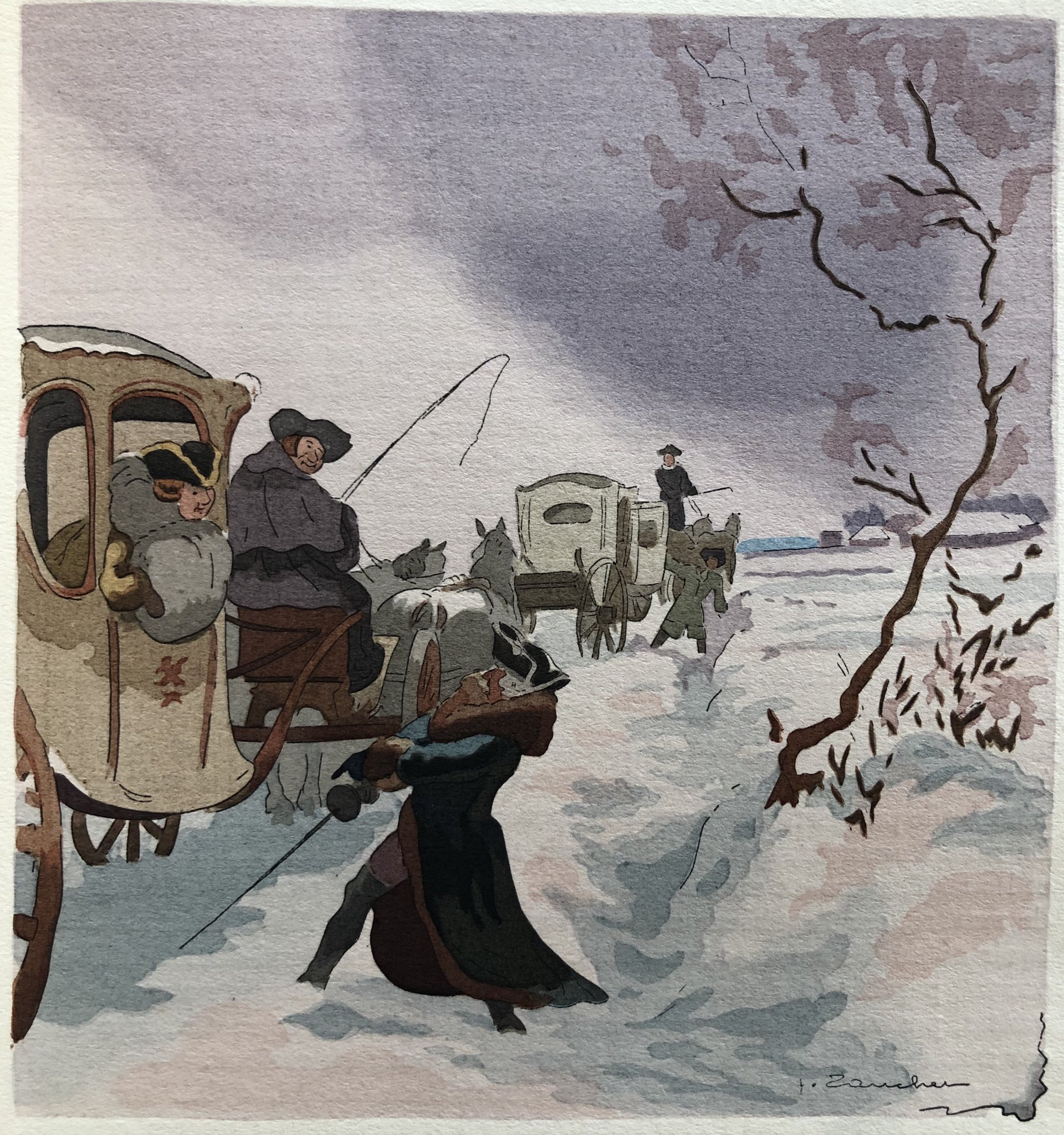
Mémoires de Casanova
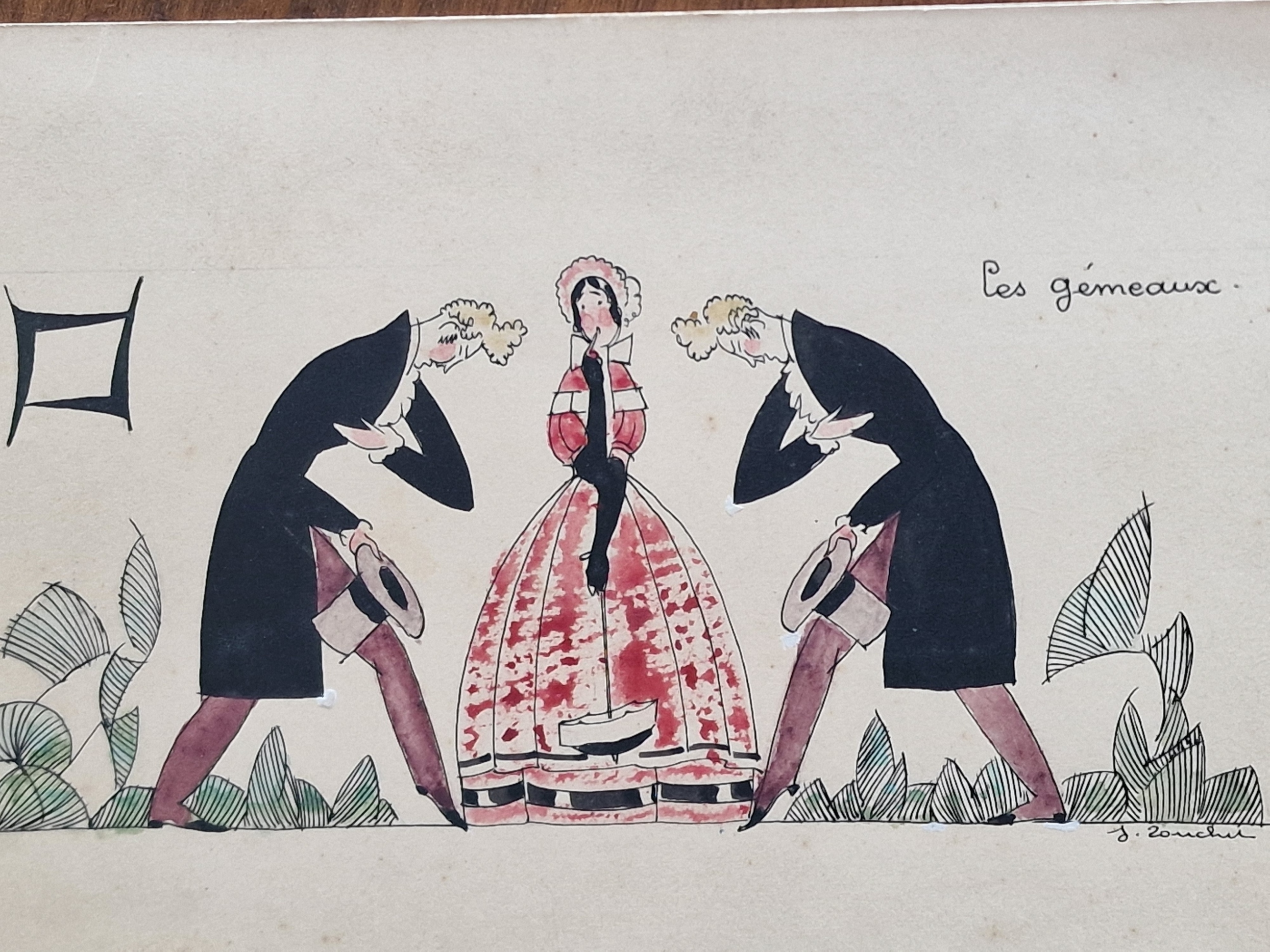
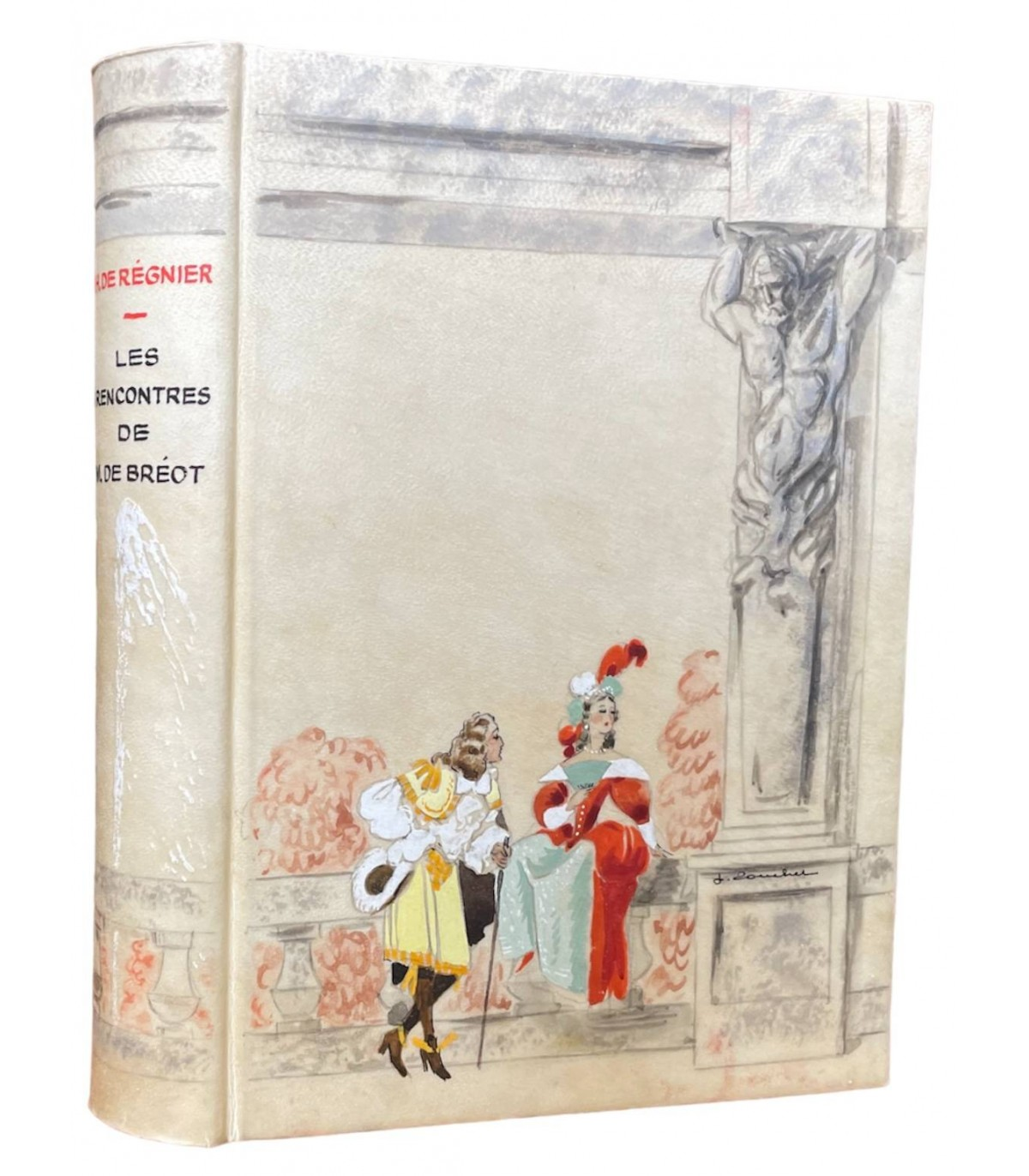
Couverture "Les rencontres de Monsieur de Bréot"
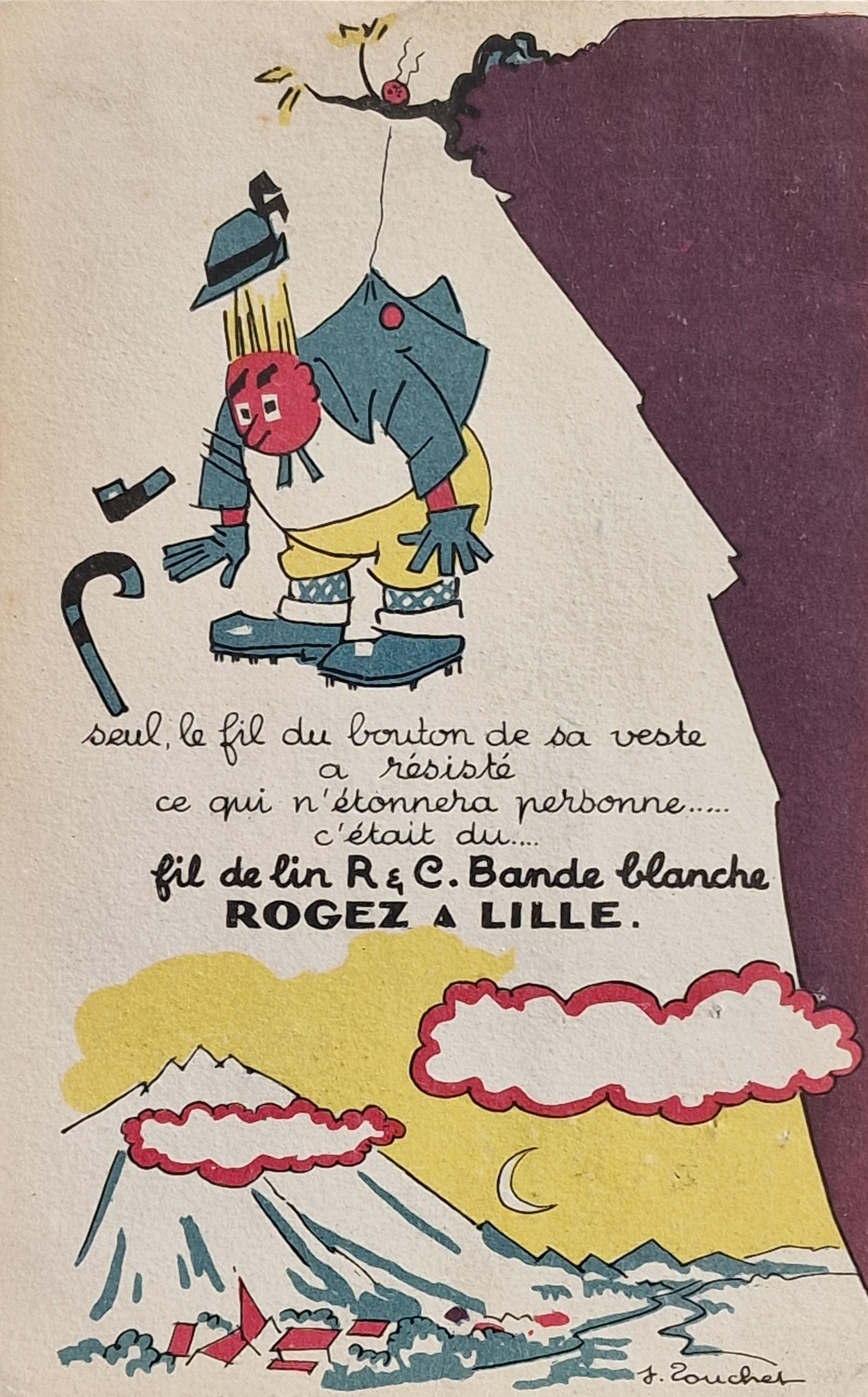
Carte postale publicitaire
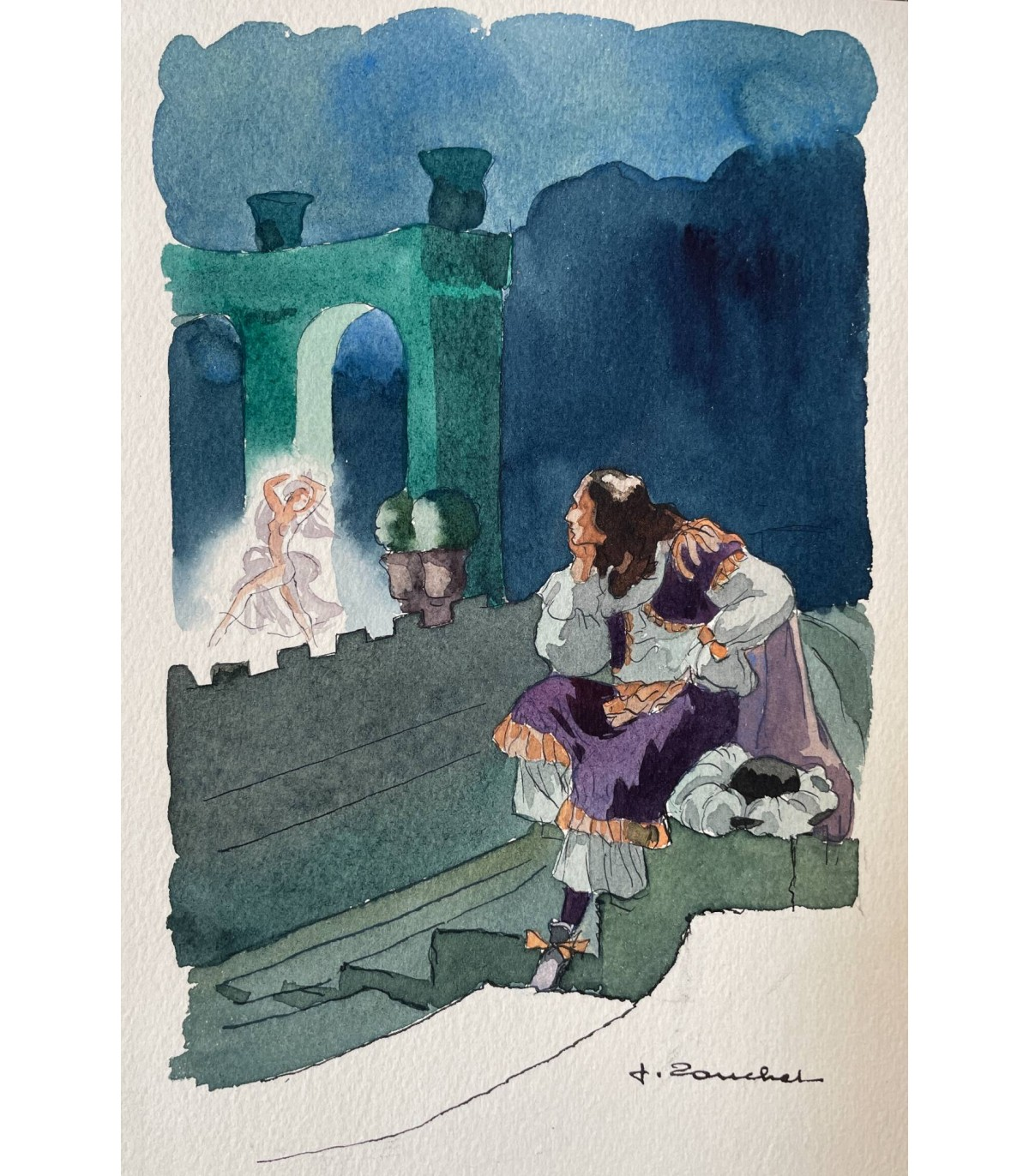
Les Rencontres de Monsieur de Bréot
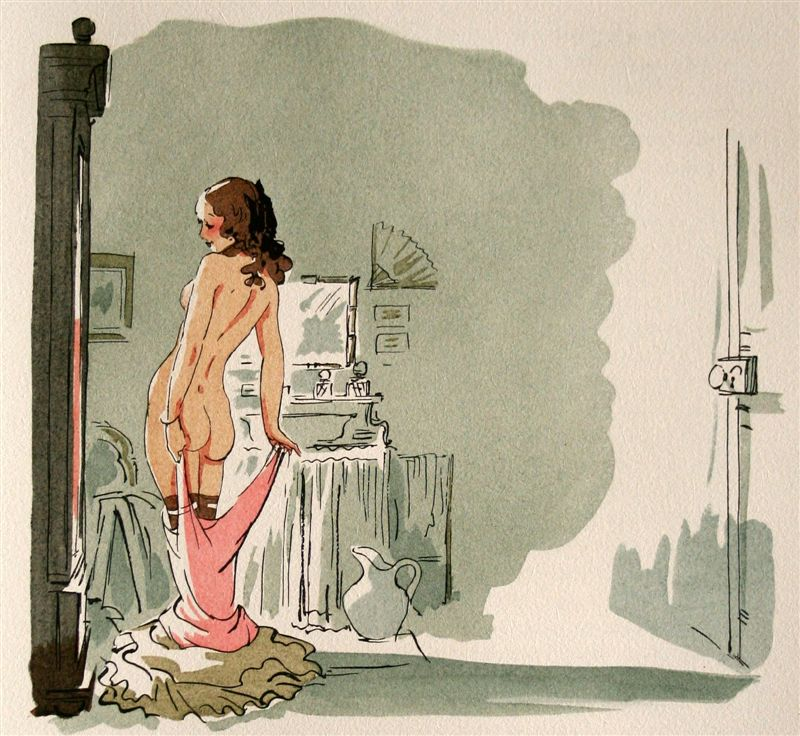
Sainte Colline
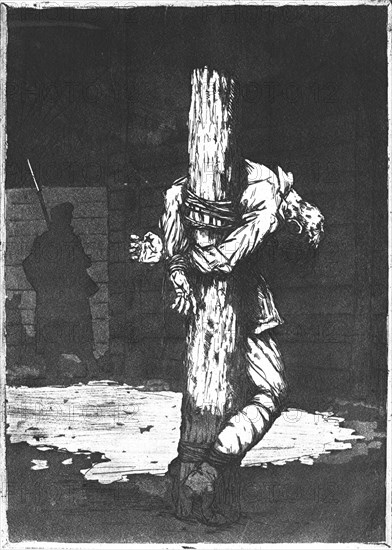
Prisonnier anglais puni
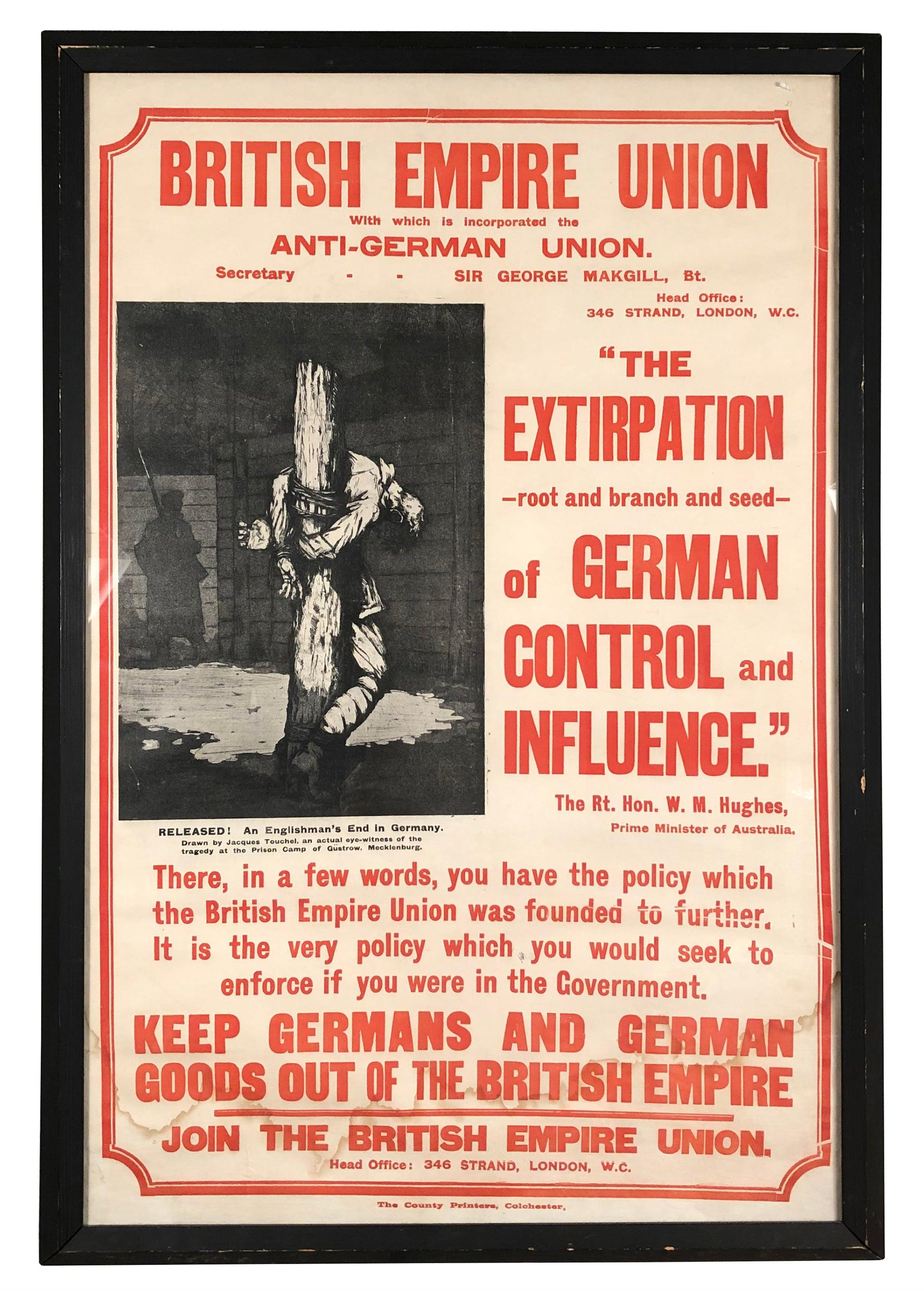
Affiche de guerre

## Liste des ouvrages illustrés par Jacques Touchet(avec indication, s'il y a lieu, des tirages ou grands papiers)

### Années 1910
- Jacques Touchet (1916) Les Petits Métiers de Salonique, Robert Laurent-Vibert (50 exemplaires).
- Jacques Touchet Les Petits Métiers à Salonique : notes d'un soldat de l'armée d'Orient ; [16] cartes postales à colorier  Bourgeois - Aîné [s.d.].
- Jacques Touchet (1918). Croquis d'un prisonnier de guerre. Préface par Jacques Touchet, Paris, Marty puis Floury (100 exemplaires numérotés).

### Années 1920
- Gabriel Volland (1921). L'amour vainqueur. Paris: L'édition. Petit in-8 broché (235x145 mm) sous couverture rempliée imprimée en rouge.49 dessins et des ornements de J. Touchet qu'accompagnent des sonnets de Gabriel Volland et des épigraphes cueillies dans les oeuvres d'illustres auteurs classiques. Exemplaires sur vellin d'Arches et 250 exemplaires sur Japon Impérial, dont les 50 premiers accompagnés d'un dessin original de l'artiste et d'un sonnet manuscrit de l'auteur.
- Pierre Mille (1924). Merveilleuses histoires de Nasr'edinne. Paris: René Kieffer. 20 exemplaires sur papier du japon contenant une suite des gravures et unre aquarelle originale numérotés de 1 à 20 ; 30 exemplaires sur vélin blanc de cuve, contenant une suite des gravures et une aquarelle originale et numérotés de 21 à 50 ; 450 exemplaires sur vélin blanc de cuve numérotés de 51 a 500.
- Jean-José Frappa (1925) A Salonique sous l'oeil des Dieux. Flammarion 1925. Illustrations de J.Touchet et P-M Chabrier. 20 exemplaire sur papier du Marais numérotés de 1 à 20.
- Franz Toussaint (1922) Sakountala, d'après l'œuvre Indienne de Kalidasa. Paris: Piazza. Collection "Ex Oriente Lux". 500 exemplaires numérotés sur japon + plusieurs rééditions.
- Érasme (1926). Éloge de la folie. Paris: Kieffer. Contient cinquante exemplaires sur papier du Japon, contenant une aquarelle originale et une suite en rouge des gravures ; cinquante exemplaires sur vélin blanc de cuve contenant un dessin original et une suite en rouge et quatre cent cinquante exemplaires sur vélin blanc de cuve ; Il a été tiré à part en reproduction monochrome, une suite des aquarelles originales de Jacques Touchet.
- Henri Lavedan, La Puce et Gredine, Hachette 1926.
- Thomas Raucat, L'Honorable partie de campagne (1927) Bibliophiles de Papier 110 exemplaires sur vélin blanc Johannot, avec une suite en grenat des dessins et une suite en noir des dessins non retenus.
- Droits de l'homme et du citoyen Paris: Kieffer (1927) . 50 exemplaires sur japon avec une aquarelle et une suite des gravures en couleur révolutionnaire et 800 exemplaires sur vélin blanc de cuve. Il est tiré a part en reproduction monochrome , une suite des aquarelles inédite.
- Voltaire, Dictionnaire portatif et philosophique (1928). Paris: Babou 20 exemplaires sur papier japon, contenant trois aquarelles originales et une suite en noir, numérotés de 1 à 20 ; 130 exemplaires sur papier d'Arches à la forme, numérotés de 21 à 350. Il est tiré en outre à 30 exemplaires dénommés " exemplaires d'artistes", numérotés à la presse et en chiffre romains, parmi lesquels 10 premiers sur papier du japon, et les 20 suivants sur papier d'Arches.
- Emile Gebhart (1929). Le Mariage de Panurge Paris: André Plique. 9 exemplaires sur japon impérial avec une suite en noir et deux aquarelles originales numérotées de 1 à 9 ; 14 exemplaires sur japon impérial avec une suite en noir numérotés de 10 à 23 ; 3230 exemplaires sur vélin teinté de Rives, numérotés de 24 à 353.
- Henri de Régnier(1929)  Les Rencontres de monsieur de Bréot Kra 1929 collection poivre et sel. 1000 exemplaires sur vélin de Rives dont les trente premiers exemplaires comportent une aquarelle originale de J. Touchet.
- Albert Bailly (1929) L'Éther Alpha Paris: Hachette.

### Années 1930
- Jonathan Swift (1929-1930)  Les Voyages de Gulliver (4 volumes) Paris: Kra 2 exemplaires sur japon impérial, contenant chacun 10 aquarelles originales de J. Touchet , une suite des illustrations en couleurs et une suite en noir sur japon impérial numérotés 1 et 2, 20 exemplaires sur japon, contenant chacun une illustration originale de J. Touchet et une suite des illustrations sur japon, numérotés de 3 à 22, 70 exemplaires sur Hollande Van Gelder, numérotés de 23 à 92, 700 exemplaires sur vélin de Rives, numérotés de 93 à 792.
- Comtesse de Ségur (1930) Les Malheurs de Sophie Paris: Piazza. 30 exemplaires sur japon impérial (N°1 à 30) contenant une suite en couleurs des illustrations, une suite en noir et une aquarelle originale, 120 exemplaires sur japon impérial (N° 31) 150) contenant une suite en noir des illustrations 300 exemplaires sur vélin pur fil Lafuma (N° 151 à 450).
- Charles Perrault (1930). Les Contes. Paris: Piazza. 30 exemplaires sur japon impérial contenant chacun une aquarelle original de l'artiste, un état en couleurs et un état en noir des eaux-fortes. 200 exemplaires sur japon impérial contenant chacun un état en noir des eaux-fortes ; 1000 exemplaires sur vélin de rives.
- Pierre Saintyves: Les cinquante jugements de Salomon (1930) ou les arrêts des bons juges Paris: Kieffer. 550 exemplaires dont 50 sur japon avec une suite des dessins et un dessin original, et 500 sur vélin. Il est tiré en outre une suite monochrome des illustrations originales.
- Maurice Maeterlinck (1931) L'Oiseau bleu Paris: Piazza 25 exemplaires sur japon impérial (N°1 à 25) contenant une suite en couleurs des illustrations, une suite en noir et une aquarelle originale, 475 exemplaires sur vélin pur fil Lafuma (N° 26 à 500) et 3000 exemplaires sur vélin chiffon (N°501 à 3500).
- Courteline (1931)  Contes Paris:  Piazza 300 exemplaires sur Annam de Rives et 3200 exemplaires sur papier chiffon.
- Les Quinze Joies du mariage (1930) Paris: Kieffer 50 exemplaires sur japon avec une suite des illustrations et une aquarelle inédite de J.Touchet , 500 exemplaires sur vélin à la forme. il a été tiré à part à 50 exemplaires une suite monochrome des aquarelles inédites.
- Cyrano de Bergerac, Histoire comique ou Voyage dans la lune Les Bibliophiles de l'aéroclub de France 1932 125 exemplaires numérotés dont 25 exemplaires de collaborateurs sur vélin d'Arches. Il a en outre été tiré à part 25 suites des illustrations sur simili japon azuré.
- Louis Perceau (1933) Vie Anecdotique de Jean de la Fontaine Paris: Briffaut 9 exemplaires sur japon impérial contenant un important dessin original et une suite en noir des illustrations numérotés 1 à 9 ;6 exemplaires sur japon impérial à la forme contenant une suite en noir des illustrations numérotés 10 à 15 et 900 exemplaires sur velin de rives numérotés 16 à 915.
- André Laurie (1934) Le Rubis du Grand Lama Paris: Hachette.
- Louis Perceau,(1934)  La Redoute des contrepèteries Paris: Briffaut : Le coffret du bibliophile. Très nombreuses rééditions jusqu'en 2001.
- François Rabelais (1935)  Gargantua et Pantagruel(1935) Paris: Aux éditions du Rameau d'Or	1935 40 exemplaires sur hollande Van Gelder numérotés de 1 à 40. Il est ajouté à chacun une aquarelle originale ayant servi à l'établissement d'une planche. 1460 exemplaires sur hollande Navarre.
- André Laurie (1935) Le Maître de l'abîme Paris: Hachette.
- Pierre Benoit (1936) L'Atlantide Paris: Hachette.
- Alphonse Daudet (1936) La Belle-Nivernaise Paris: Flammarion.
- Charles Dickens (1937) Les Papiers posthumes du Picwick-Club Paris: Aux éditions du Rameau d'Or 1 ex unique sur Japon impérial ; 5 exemplaires numérotés de 1 à 5, sur Japon impérial, 15 exemplaires numérotés de 6 à 20 sur Hollande Van Gelder ; 300 exemplaires numérotés de 21 à 320 sur Lafuma pur fil et 1180 exemplaires numérotés de 321 à 1500 sur vélin Navarre.
- Rudyard Kipling,(1937) L'Homme qui voulut être Roi. Paris: Librairie Delagrave 15 ex. sur japon des Manufactures Impériales (1 à 15) contenant 12 planches en couleurs et une suite en bistre ; 35 exemplaires sur hollande Van Gelder (16 à 50) contenant 12 planches en couleurs et une suite en bistre ; 100 exemplaires sur phototype Lafuma  (51 à 150) contenant 12 planches en couleurs et une suite en bistre ; 1050 exemplaires sur papier vélin  (151 à 2000) contenant 12 planches en couleurs ; 10 exemplaires hors commerce dont 5 sur japon (I à V) et 5 sur vélin (VI à X).
- Pierre Louÿs, Les Aventures du Roi Pausole. Rombaldi, 1937.
- Les nobles vins de la Touraine (1937) Tours: Arault & Cie. Dont tiré à part:  10 ex sur hollande Van Gelder (1 à 10) et 3 ex. sur japon.
- René Dorin (1938) Nuances Kieffer 50 exemplaires sur Japon impérial avec une suite et un dessin original (de 1 à 50) et 950 exemplaires sur vélin de cuve (de 51 à 1000).
- Brantôme(1938) Les Vies des Dames galantes Éditions de la Belle Étoile 3 exemplaires sur Japon impérial numérotés de 1 à 3, 17 exemplaires numérotés de 4 à 21 sur Hollande Van Gelder ; 160 exemplaires numérotés de 21 à 180 sur Lafuma pur fil et 1250 exemplaires numérotés de 181 à 1430 sur Vélin Navarre.
- Pierre Audiat (1938). La Grèce au temps des dieux. Hachette.
- Pierre Louÿs (1939), Les Aventures du roi Pausole Paris: Piazza 40 exemplaires (N° 1 à 40) sur Japon impérial, comportant une suite en couleurs et une suite des illustrations. 160 exemplaires (N° 41 à 200) sur Hollande Van Gelder contenant une suite en noir de illustrations ; 3000 exemplaires (N° 201 à 3200) sur beau vélin.
- J-B P. De Molière (1938) Le médecin malgré lui Hors Commerce (Laboratoire Chantereau)12 exemplaires sur vieux Japon à la forme "Hodomura" contenant chacun deux dessins originaux en couleurs de Jacques Touchet numérotés de I à XII, 20 exemplaires sur Vélin à la forme des Papeteries d'Arches numérotés de 1 à 20. Le même ouvrage a été édité et distribué par les Laboratoires Innothera , sans justification. Une autre édition a été annoncée et a fait l'objet d'un prospectus, mais ne semble jamais avoir été éditée chez OVP éditions, reprenant le même texte et les mêmes dessins que les précédentes, mais cette fois en quadrichromie, alors que les précédentes sont en bleu et noir.
- J.C. Mardrus Contes des mille et une nuits (1939) (Trois Volumes) Éditions de la belle étoile 10 exemplaires sur japon impérial, numérotés de 1 à 10, enrichis d'un hors-texte et cinq dessins originaux , et d'une suite en noir des trente hors-texte ; 20 exemplaires sur Hollande Van Gelder numérotés de 11 à 30 enrichis d'un hors-texte et trois dessins originaux , et d'une suite en noir ; 120 exemplaires sur Lafuma pur fil, numérotés de 31 à 150, enrichis d'un dessin original et d'une suite en noir ; 1350 exemplaires sur vélin Navarre, numérotés de 151 à 1500.

### Années 1940
- René Descartes,(1939-1940) Des passions de l'âme Paris: Kieffer 1939-1940 Ouvrage tiré à 1000 exemplaires sur vélin de cuve. Aux cent premiers exemplaires il a été ajouté un dessin original de J. Touchet.
- Alphonse Daudet, (1940), Tartarin de Tarascon, Paris : Société des Pharmaciens Bibliophiles Edition tirée à 175 exemplaires sur Vélin d'Arches.
- Jean de la Fontaine, (1941), Fables de La Fontaine (2 volumes)   Éditions de le belle étoile: 70 ex. sur Vélin d'Arches enrichis d'une aquarelle originale et d'une suite en noir, numérotés de 1 à 70 ; 80 exemplaires sur pur fil Lafuma , numérotés de 71 à 150, enrichis d'une suite en noir, 2000 exemplaires sur vélin Hermine, numérotés de 151 à 2150.
- Jean de la Fontaine, (1941), Contes de La Fontaine (2 volumes)   Éditions de le belle étoile: 70 ex. sur Vélin d'Arches enrichis d'une aquarelle originale et d'une suite en noir, numérotés de 1 à 70 ; 80 exemplaires sur pur fil Lafuma , numérotés de 71 à 150, enrichis d'une suite en noir, 2000 exemplaires sur vélin Hermine, numérotés de 151 à 2150.
- Aristophane (10941), Lysistrata Paris : Chamotin Tirage limité à 250 exemplaires sur vélin à la forme, contenant chacun un eau forte originale de Jacques Touchet, dont 225 exemplaires numérotés de 1 à 225 et 25 exemplaires numérotés de I à XXV ; et 2600 exemplaires sur vélin numérotés de 226 à 2725 et cent exemplaires numérotés de XXVI à CXXV.
- Alphonse Daudet (1942), Tartarin de Tarascon, Paris : Aux éditions du Rameau d'Or Paul Cotinaud. Edition tirée à 4000 exemplaires sur vélin Hermine des papéteries Boucher, à Docelles (Vosges) dont 15 exemplaires ornés d'une aquarelle originale et d'une suite en noir, numérotés de 1 à 15 ; 25 exemplaires ornés d'undessin de cul-de-lampe et d'une suite en noir, numérotés de 16 à 40 ; 60 exemplaires ornés d'une suite en noir, numérotés de 41 à 100 ; et 3900 exemplaires numérotés de 101 à 4000.
- Louis Pergaud, La Guerre des boutons, Éditions du Nord, 1942 Tiré a 1046 exemplaires dont un exemplaire unique portant le numéro 1 contenant tous les dessins originaux de J. Touchet ainsi que les aquarelles originales signées et des épreuves "bon à tirer" signées par l'artiste puis un état en couleurs dans le texte, une suite sur chine et une suite en couleurs sur vélin ;  15 exemplaires sur Hollande numérotés de 2 à 16 contenant un état en couleurs dans le texte, une suite en noir sur chine et une suite en couleurs sur vélin ; 1030 exemplaires sur vélin supérieur Astra au filigrane éditions du Nord, dont les 22 premiers exemplaires numérotés de 17 à 38 contiennent un état en couleurs dans le texte, une suite en noir sur chine et une suite en couleurs sur vélin tandis que les 64 exemplaires suivants contiennent un état en couleurs dans le texte et une suite en couleurs sur vélin ; les 944 exemplaires restants contiennent un état en couleurs dans le texte. Il est tiré en outre deux exemplaires hors commerce sur japon justifiés A et B avec une suite en noir sur chine et une suite en couleurs sur vélin. et 34 exemplaires hors commerce sur vélin supérieur Astra.
- Théophile Gautier (1943), Le Capitaine fracasse (3 volumes).  Paris : Aux éditions du Rameau d'Or Paul Cotinaud. Edition tirée à 1200 exemplaires sur vélin Hermine des papèteries Boucher, à Docelles (Vosges) dont 70 exemplaires ornés d'une aquarelle originale et d'une suite en noir, numérotés de 1 à 70 ; 80 exemplaires ornés d'une suite en noir, numérotés de 71 à 150 ; 1050  exemplaires numérotés de 151 à 1200.
- Gabriel Chevallier (1943), Clochemerle, Éditions du Nord. In quarto. 100 exemplaires numérotés de 1 à 100 sur fort vélin blanc de Hollande ; 350 exemplaires numérotés de 101 à 450 sur vélin blanc pur fil atlas et 6000 exemplaires numérotés de 451 à 6450 sur vélin Gardenia. En outre un exemplaire unique justifié U, sur Hollande vieux Kadaster Van Gelder comprenant les aquarelles originales de Jacques Touchet. et quelques exemplaires hors commerce.
- Germaine Acremant, (1944), Ces Dames aux chapeaux verts Bruxelles : Éditions du Nord. In quarto. 100 exemplaires numérotés de 1 à 100 sur fort japon Mitsu ; 250 exemplaires numérotés de 101 à 350 sur vélin blanc pur fil atlas et 5000 exemplaires numérotés de 351 à 5350 sur vélin Gardenia. En outre un exemplaire unique justifié U, sur vieux Kadaster Van Gelder comprenant les aquarelles originales de Jacques Touchet. et quelques exemplaires hors commerce pour les collaborateurs.
- Jean de la Fontaine, Trente-deux Fables de La Fontaine, 1944.
- Georges Fourest, (1945), La Négresse blonde Corti. Préface de Willy . 12 exemplaires sur Madagascar comportant une aquarelle originale numéroté de 1à 10 et 2 H.C.22 exemplaires sur papier d'Arches comportant une aquarelle originale numéroté de 11 à 30 et 2 H.C. 965 exemplaires sur papier d'Arches numérotés de 31 à 970 et 25 H.C. réservés aux collaborateurs, et tous signés par l'éditeur.
- Cervantès (1945), Don Quichotte, Paris : Aux éditions du Rameau d'Or 1000 exemplaires dont 100 sur pur fil Lafuma et 900 sur papier Hermine des papeteries Boucher.
- Plaute,(1946) La Farce de la Marmite, Paris : Chamontin. 250 exemplaires sur vélin contenant chacun une eau forte originale de J. Touchet numérotés de 1 à 225 et de I à XXV et 3100 exemplaires sur vélin dont 3000 numérotés de 226 à 3225 et cent exemplaires numérotés de XXVI à CXXV.
- Gabriel Chevallier (1947). Les Héritiers Euffe. Bruxelles : Éditions du Nord. In quarto. 100 exemplaires numérotés de 1 à 100 sur fort vélin blanc de Hollande ; 500 exemplaires numérotés de 101 à 600 sur vélin blanc pur fil atlas et 6000 exemplaires numérotés de 601 à 6600 sur vélin Gardenia. En outre un exemplaire unique justifié U, sur vieux japon OYAMA  comprenant les aquarelles originales de Jacques Touchet. et quelques exemplaires hors commerce pour les collaborateurs.
- Casanova (1947)  Les Mémoires de Casanova, Paris : Aux éditions du Rameau d'Or. 1200 exemplaires sur vélin dont les 200 premiers exemplaires  avec une aquarelle originale et une suite de 12 illustrations libres.
- Jules Romains(1948), Knock. Angers : Editions Jacques-Petit 2000 exemplaires  dont 1 exemplaire sur fort vélin pur chiffon de Johannot auquel il a été joint les originaux des quatre double pages représentant les personnages de la pièce et les décors des trois actes ; 8 exemplaires (de 2 à 9) sur  fort vélin pur chiffon de Johannot auxquels il a été joint l'original d'une double-page ; 52 exemplaires (de 10 à 60) sur fort vélin pur chiffon de Johannot auxquels il a été joint l'original d'une illustration ; 360 exemplaires (de 61 à 410) sur fort vélin pur chiffon de Johannot 1590 exemplaires (de 411 à 2000) sur vélin pur chiffon de Johannot ; en outre cent exemplaires (de I à C) réservés aux collaborateurs et au service de presse.
- Gabriel Chevallier (1947), Sainte-Colline, Paris : Librairie de France 1000 ex. dont 1 sur pur fil du marais avec une suite en couleurs portant le n° 1 ; 89 ex. sur le même papier (2 à100) 900 exemplaires sur Crèvecœur du marais (101 à 1000). Il a été tiré à part en outre quelques exemplaires H.C. pour les collaborateurs et amis, sur divers papiers.
- Sacha Guitry (1947), Un soir quand on est seul, Paris : l'Édition Française Illustrée Tirage limité à 300 ex. dont: 10 exemplaires sur Japon Impérial (1 à 10) contenant un cuivre, une aquarelle originale, une suite en noir sur japon impérial et une suite sur japon ancien290 ex sur vélin de Lana à la forme dont 10 numérotés de 11 à 20contenant une aquarelle originale et une suite en noir sur Malacca, trente exemplaires numérotés de 21 à 50, avec une suite en noir sur Malacca ; et 250 exemplaires numérotés de 51 à 300. en outre ont été imprimés sur divers papiers 19 exemplaires numérotés en chiffres romains et quelques exemplaires nominatifs réservés à l'auteur, à l'artiste et à leurs amis.
- Alphonse Daudet (1947), Le petit chose',' Monte-Carlo : Aux éditions du Livre 3000 exemplaires.
- Godard d'Aucourt (1948), Thémidore ou mon histoire et celle de ma Maîtresse. Paris, Eryx 595 exemplaires dont 1 sur Japon Impérial contenant six aquarelles originales inutilisées , huit dessins originaux avec remarques, une suite de ces dessins en noir, une suite avec toutes les illustrations avant coloris ; le dossier contenant les essais , les bons à tirer, les lettrines originales, la maquette, le texte avec les corrections, les patrons d'une planche avec les éléments de reproduction. 20 exemplaires sur papier Annam (2 à 21) contenant une aquarelle originale, une suite des illustrations avant coloris, une suite de 8 dessins en noir avec remarques, un patron, un bon à tirer signé Touchet. 96 exemplaires sur vélin de Rives, numérotés de 22 à 117 contenant une suite des illustrations avant coloris, une suite de huit dessins en noir avec remarques, un patron. 125 exemplaires sur vélin chiffon Renage (118 à 242 contenant une suite avant coloris une suite de huit dessins en noir avec remarques. 353 exemplaires sur vélin chiffon renage (243 à 595) en outre quelques exemplaires nominatifs destinés à des hommages et aux collaborateurs, quelques exemplaires réservés à l'artiste, portant sa signature.
- Restif de la Bretonne (1948), Le paysan et la paysanne pervertis. Les éditions du Mouflon 588 ex. dont 3 sur japon ancien avec deux suites et les planches refusées, numérotés 1 à 3. 10 ex sur Japon impérial avec deux suites et les planches refusées (4 à 13) 15 sur vergé d'arche avec deux suites (14 à 28) tous comportant un dessin original. 100 exemplaires sur vélin pur fil du marais avec une suite (29 à 128) et 450 sur vélin teinté du Marais . Il a été tiré en outre sur divers papiers quelques exemplaires marqués H.C.
- Georges Courteline,(1948) Un client sérieux, Paris : Nouvelle librairie de France Librairie Grund Il a été tiré a part 100 ex sur pur fil LLLL Lafuma numérotés I à C ; 1150 exemplaires sur Navarre Lafuma dont 150 hors commerce.
- Henry Bry (1948), De tapioca à la grand'mère Dubrovna.
- Erckmann-Chatrian(1948), Le Blocus, éditions "Hachette", collection jeunesse "Bibliothèque Verte".
- Marguerite de Navarre (1949), L'Heptaméron, Paris : André Vial Le tirage a été limité à 1500 exemplaires numérotés comme suit: 44 exemplaires sur vélin de Lana numérotés de 1 à 44 auxquels il a été ajouté un état des eaux fortes avec remarque tiré en noir et un original ; 44 exemplaires sur vélin de Lana numérotés de 45 à 88 auxquels il a été ajouté un état des eaux fortes avec remarque tiré en noir et un croquis original ; 50 exemplaires sur vélin de Lana numérotés de 89 à 138 auxquels il a été ajouté un état des eaux fortes avec remarque tiré en noir ; 1362 exemplaires sur marais Crèvecœur numérotés de 139 à 1500. Il a été tiré en plus à 30 exemplaires sur Lana et marais numérotés en chiffres romains, et quelques exemplaires nominatifs.
- Repessé (1949) : Mémoires d'un petit artisan, Paris : Berger-Levrault.
- Repessé (1949) : Mémoires d'un petit comédien, Berger-Levrault.
- Repessé (1946) : Mémoires d'un petit tambour Berger-Levrault.
- Raoul Ponchon (1949) : La Muse gaillarde Paris, Aux éditions terres latines .1950 exemplaires dont 10 sur Madagascar, numérotés de 1 à 10 contenant une aquarelle originale et un croquis de l'artiste, ainsi qu'une suite en noir des hors-texte ; quatre-vingt dix exemplaires sur Madagascar, numérotés de 11 à 100, contenant un croquis de l'artiste et une suite en noir des hors-texte ; et 1850 exemplaires sur Alfa-Vairon, numérotés de 101 à 1950. Il a été tiré , en outre , quelques exemplaire hors-commerce réservés à l'éditeur et ses amis.

### Années 1950: publications posthumes
- Georges Duhamel (1950), Vie et aventures de Salavin : tome Confession de minuit, édition Albert Guillot (Sur papier chiffon du marais 15 exemplaires comportant un original et une suite des gravures en couleurs. 335 exemplaires numérotés 16 à 350 comportant une suite des gravures en couleurs. 1500 exemplaires numérotés 351 à 1850. Il a été tiré en outre quelques exemplaires de collaborateurs).
- François Villon (1950), Œuvres Paris: Éditions Rombaldi (Tirage non précisé, exemplaires numérotés).
- Anatole France, (1952) La Rôtisserie de la Reine Pédauque. Paris : Aux Éditions Terres Latines (1 ex. sur japon impérial ; 30 sur madagascar ; 1569 sur alfa).

### Travaux non datés
- Des Gachons, Gens de France au labeur.
- Charles Dickens (s.d.), David Copperfield, Liège: Editions Gordinne.
- Jean Fragerolle et Pierre d'Anjou (s.d.), L'Histoire de France en chansons Paris : Nouvelle Librairie Française.

### Publicités médicales
- Les Voix fantaisistes - La voix de l'actionnaire, Éditions Artistiques des Laboratoires Denis.
- Poèmes et sonnets du docteur [Camuset], Édition des Laboratoires Camuset, [Circa 1945] 4 fascicules in-8°.